# Varicorhinus pungweensis
Varicorhinus pungweensis är en fiskart som beskrevs av Jubb, 1959. Varicorhinus pungweensis ingår i släktet Varicorhinus och familjen karpfiskar. IUCN kategoriserar arten globalt som livskraftig. Inga underarter finns listade i Catalogue of Life.